# Orde del Santíssim Salvador
L'Orde del Santíssim Salvador de Santa Brígida (en llatí Ordo Sanctissimi Salvatoris Sanctae Brigittae) és un institut religiós femení de dret pontifici. Les germanes d'aquesta congregació religiosa, anomenades popularment brigidines, fan servir les sigles O.SS.S. a continuació del seu nom.

## Història
L'orde va ser fundat per santa Brígida de Suècia entre 1344 i 1346 al castell reial de Vadstena, prop de Linköping, que havia estat donat a les religioses pel rei Magnus IV de Suècia. El castell va començar a convertir-se en monestir en 1369, amb el suport de la Santa Seu.
La fundadora va donar en 1370 a les germanes la Regla de Sant Agustí, amb algunes modificacions del papa Urbà V; va ser confirmada per Urbà VI el 3 de desembre de 1378 amb la butlla Hiis quae pro divini cultus aumento.
Els monestirs de l'orde són governats per una abadessa, però eren dobles i, a més de la comunitat de monges, hostatjaven una altra comunitat, separada, de canonges regulars (brigidins), que s'ocupaven de la direcció espiritual de les religioses.
L'orde es va difondre sobretot als països escandinaus i en Alemanya, i a l'època de la Reforma protestant va començar el declivi i desaparegué.

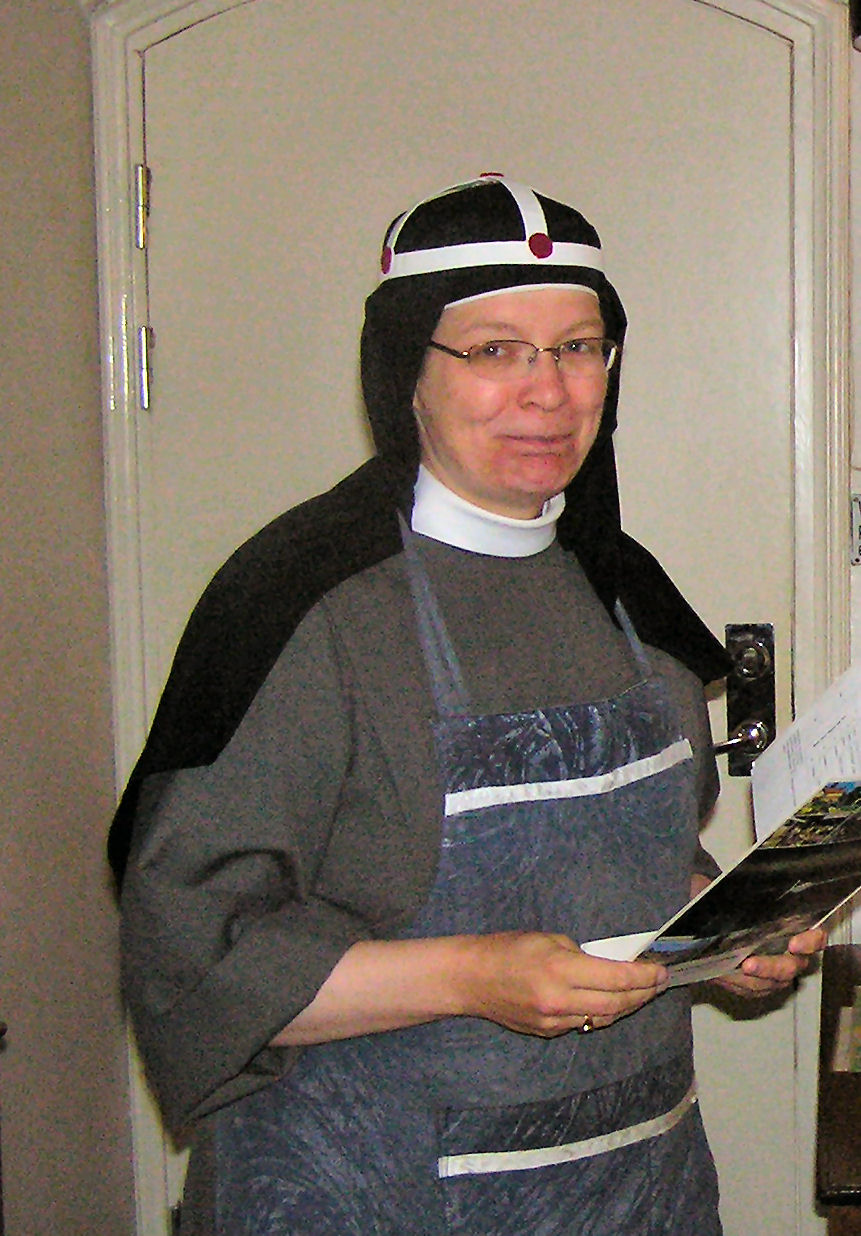
Monja brigidina de la branca sueco-italiana, amb l'hàbit tradicional de l'orde
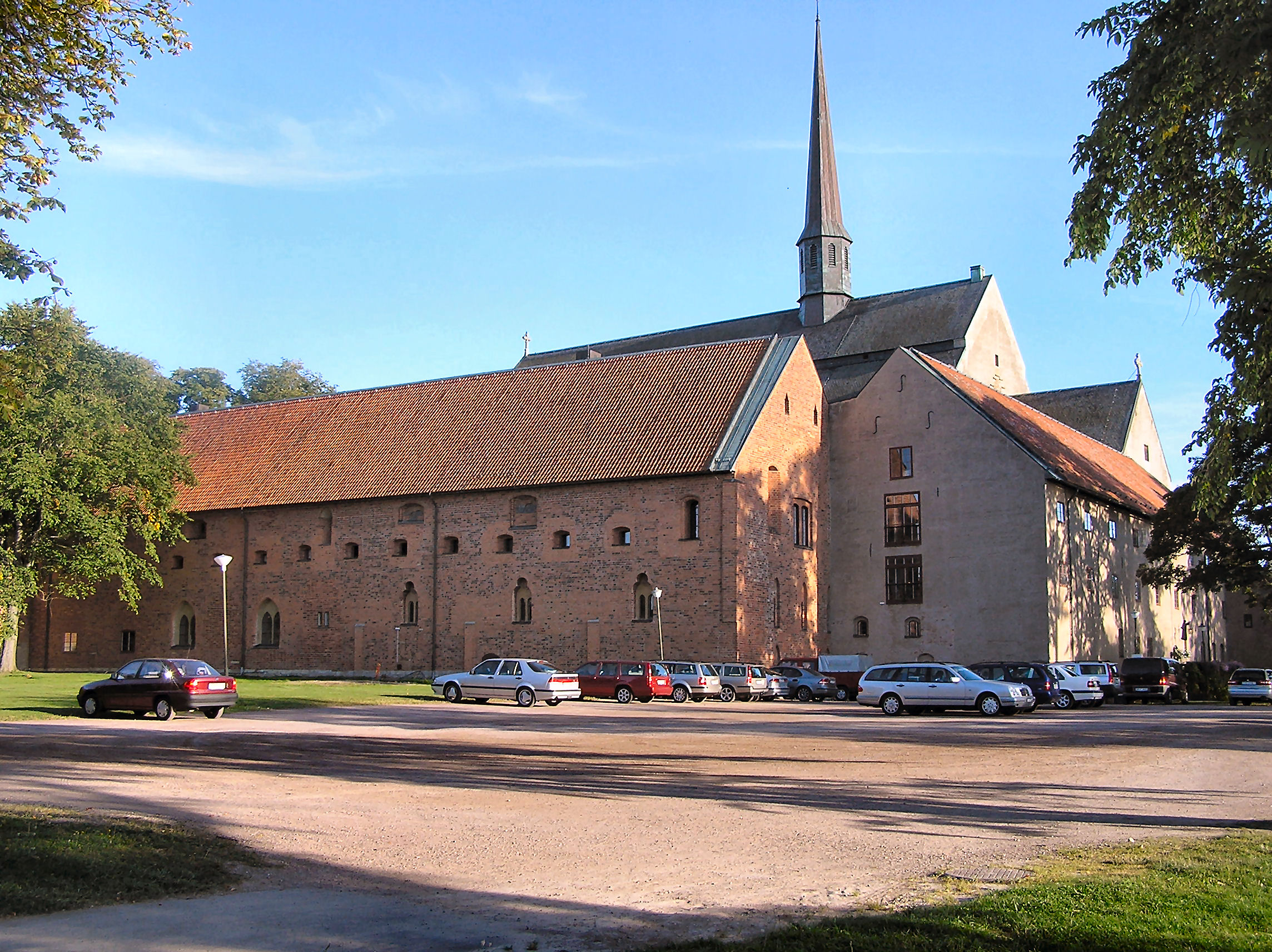
Abadia de Vadstena, primera fundació de l'orde
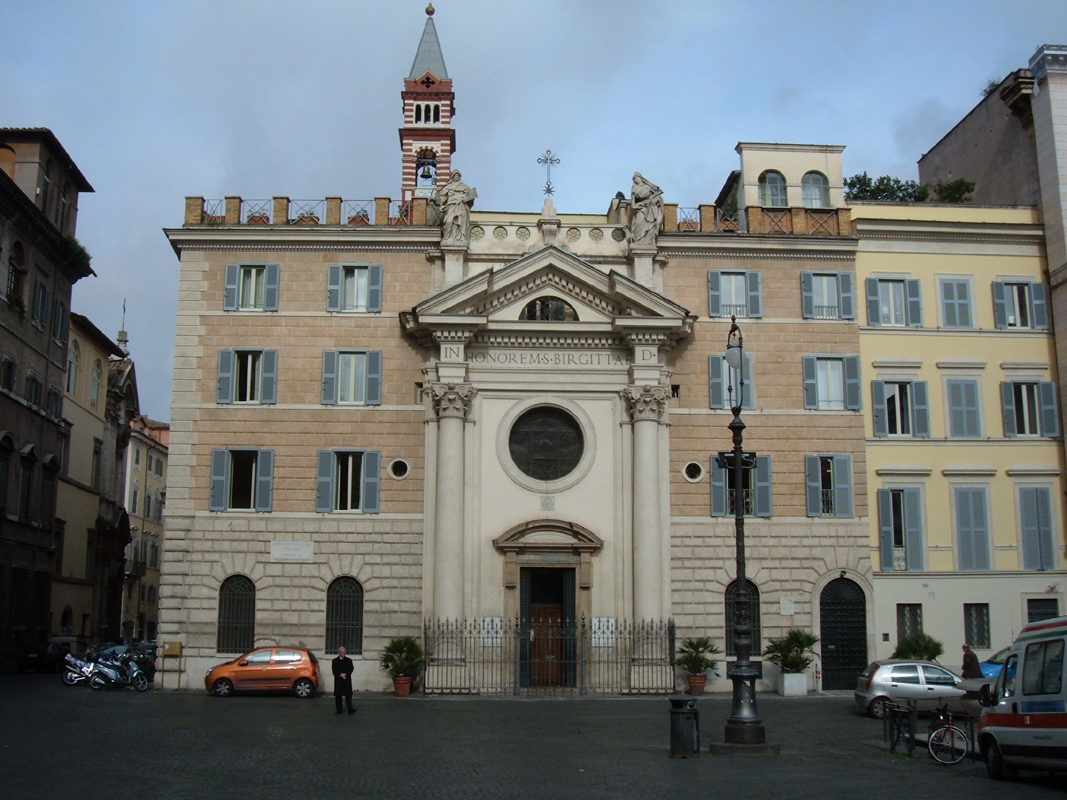
Santa Brigida de Roma, lloc de la mort de la santa i casa mare de l'orde restaurat

## Branques actuals
Avui hi ha quatre branques de l'orde brigidí, independents entre elles. Tres són de monges i només una de monjos.

### Branca medieval
La branca original, que segueix la regla original, té avui quatre convents independents: Maria Refugie (Uden, Països Baixos), Syon Abbey (Isleworth, Anglaterra), Birgittakloster (Altomünster, Alemanya), Pax Mariae (Vadstena, Suècia).

### Branca espanyola
- Article principal: Orde del Santíssim Salvador. Branca espanyola

Marina de Escobar va voler fundar un convent a Valladolid, el de Santa Brígida, on s'instal·laria una comunitat de l'orde brigidí, només femenina i de clausura monàstica, sota una versió lleugerament modificada de la Regla de Santa Brígida. El 10 de novembre de 1629, Urbà VIII va aprovar la fundació amb el breu Ex incumbentis nobis, i el monestir va començar a funcionar en 1633. L'orde es va estendre per Castella i Mèxic.

### Branca sueca o italosueca
És la branca amb més fundacions actualment. L'orde fou restaurat el 8 de setembre del 1911 per la religiosa sueca Maria Elisabeth Hesselblad (1870-1957), que s'havia convertit al catolicisme des del luteranisme, i va ser aprovada per la Santa Seu el 2 de desembre de 1940.
La casa mare de l'institut és a la Piazza Farnese de Roma, al convent on hi havia viscut i mort Santa Brígida (avui Santa Brigida in Campo de'Fiori).
Les germanes brigidines comptaven el 2006 amb 566 religioses a 49 cases repartiden a:Itàlia, Suïssa, Regne Unit, Suècia, Dinamarca, Noruega, Finlàndia, Estònia, Polònia, Alemanya, Països Baixos, Índia, Palestina, Israel, Filipines, Indonèsia, Estats Units, Mèxic i Cuba.

### Monjos brigidins
Nova branca masculina fundada per Benedict Kirby en març del 1976. Té un monestir (el Priorat d'Our Lady of Consolation a Amity (Oregon).